# Privokzalni
Privokzalni (del ruso: Привокзальный) es un jútor del raión de Timashovsk del krai de Krasnodar, en el sur de Rusia, situado 20 km al noroeste de Timashovsk y 84 km al norte de Krasnodar, la capital del krai.  Tenía 186 habitantes en 2010.
Pertenece al municipio Rogovskoye.

## Historia
Fue edificado junto a la estación de ferrocarril entre Timashovsk y Primorsko-Ajtarsk.